# Mikołaj (Dobronrawow)
Mikołaj, imię świeckie Nikołaj Pawłowicz Dobronrawow (ur. 9 listopada?/21 listopada 1861 w Ignatowce, zm. 10 grudnia 1937 na poligonie Butowo) – rosyjski biskup prawosławny, nowomęczennik.

## Życiorys
Urodził się w rodzinie kapłana prawosławnego. W 1881 ukończył moskiewskie seminarium duchowne, zaś w 1885 uzyskał tytuł kandydata nauk teologicznych w Moskiewskiej Akademii Duchownej. Rok później obronił dysertację magisterską poświęconą Księdze Joela. Od momentu ukończenia Akademii był wykładowcą Wifańskiego Seminarium Duchownego. Przed 1889 ożenił się, po czym przyjął święcenia kapłańskie i w wymienionym roku był już jednym z duchownych parafii przy soborze katedralnym w Permie. W 1891 został rektorem seminarium duchownego w Permie i otrzymał godność protoprezbitera.
Od 1892 do 1918 służył w różnych parafiach w Moskwie oraz prowadził pracę dydaktyczną (nauka religii) w różnych szkołach gimnazjalnych i Aleksandrowskiej Szkole Wojskowej. Był członkiem Rady Przedsoborowej, przygotowującej Sobór Lokalny Rosyjskiego Kościoła Prawosławnego, po czym brał aktywny udział w jego obradach. Występował przeciwko restauracji Patriarchatu Moskiewskiego. W 1918 został proboszczem cerkwi Wszystkich Świętych w Moskwie przy placu Warwarskim. W tym samym roku zmarła jego żona. W sierpniu tego samego roku został uwięziony przez Czeka na podstawie nakazu przeszukania cerkwi. Do 1919 był uwięziony w więzieniu na Butyrkach, chociaż nie postawiono mu zarzutów karnych.
31 lipca 1921 miała miejsce jego chirotonia na biskupa zwienigorodzkiego, wikariusza eparchii moskiewskiej. Dwa lata później powierzono mu zarząd eparchii włodzimierskiej i suzdalskiej. W 1925 został aresztowany w Moskwie razem z grupą innych hierarchów kościelnych na czele z metropolitą krutickim, locum tenens Patriarchatu Moskiewskiego Piotrem (Polańskim). Był przetrzymywany w więzieniu na Łubiance, a następnie skazany na trzyletnią zsyłkę do Kraju Turuchańskiego. Na zesłaniu przebywał razem z biskupami głuchowskim Damaskinem i czystopolskim Joazafem.
Autor szeregu artykułów na tematy teologiczne, przeciwnik Żywej Cerkwi, prowadził surowy, ascetyczny tryb życia.
Aresztowany ponownie 27 października 1937, 7 grudnia tego samego roku został skazany na śmierć przez rozstrzelanie za „prowadzenie agitacji kontrrewolucyjnej” oraz „uczestnictwo w kontrrewolucyjnej organizacji monarchistycznej”. Został stracony w masowej egzekucji na poligonie Butowo i tam pochowany.
30 czerwca 1989 został w pełni zrehabilitowany. W 2000 Rosyjski Kościół Prawosławny zaliczył go do Soboru Świętych Nowomęczenników i Wyznawców Rosyjskich.